# El cochecito
El cochecito es una película española dirigida por Marco Ferreri y estrenada el 3 de noviembre de 1960. Está basada en el relato Paralítico, de la obra Pobre, paralítico y muerto (1960), de Rafael Azcona.
La película obtuvo el Premio de la crítica, otorgado por FIPRESCI, en el Festival de Cine de Venecia, así como el Premio San Jorge a la mejor película española.

## Argumento
Don Anselmo Proharán (José Isbert) es un anciano totalmente decidido a adquirir un cochecito de inválido con motor, igual que el que tiene su amigo Lucas y otros compañeros de su edad. Pese a la oposición de toda su familia, Don Anselmo no desiste de su capricho, incluso si para conseguirlo se ve obligado a vender las joyas de la familia. Cuando su hijo Carlos (Pedro Porcel) se entera, le obliga a devolverlo. En venganza, Don Anselmo toma la decisión de envenenar a su familia. Cuando intenta huir en su cochecito, sin embargo, es finalmente detenido por la Guardia Civil.

## Reparto
| Actor                   | Personaje            |
| ----------------------- | -------------------- |
| José Isbert             | Don Anselmo Proharán |
| Pedro Porcel            | Carlos Proharán      |
| José Luis López Vázquez | Alvarito             |
| María Luisa Ponte       | Matilde Proharán     |
| Antonio Gavilán         | Don Hilario          |
| José Álvarez "Lepe"     | Don Lucas            |
| Ángel Álvarez           | Álvarez              |
| Maruja Isbert           | Andrea               |
| María Jesús Lampreave   | Yolanda Proharán     |
| Carmen Santonja         | Julita               |
| Antonio Riquelme        | Doctor Don Julio     |

## Producción
La versión inicial de la película daba claramente a entender que Don Anselmo cumplía sus fúnebres propósitos, pero este final fue prohibido por la censura, optándose entonces por una versión más edulcorada en la que implícitamente se veía que el decidido anciano no ejecutaba su plan y la familia seguía viva.
En una breve secuencia aparecen caracterizados de frailes el guionista Rafael Azcona y Carlos Saura.

## Localizaciones de rodaje
La película está rodada en Madrid. Entre sus exteriores se encuentran la calle Fuencarral, la calle Cardenal Cisneros, el Parque del Retiro, el Museo del Prado, las vías de la estación de Príncipe Pio y el cementerio de la Almudena.
Los interiores se construyeron en los Estudios Sevilla y, con el fin de obtener un mayor realismo, las paredes fueron enyesadas «para transmitir la sensación de un hogar claustrofóbico». También se rodaron interiores en dos establecimientos hoy desaparecidos: la vaquería Imperial de Mateo Fernández (calle Cardenal Cisneros, 19) y la ortopedia Alonso (calle Fuencarral, 98).